# Cserfes nimfák (Bűbájos boszorkák)

## Cselekmény
|  | Alább a cselekmény részletei következnek! |

Piper mostanában anyasági „szüneten” volt, és nem ért rá a boszorkányságra, ezért Paige úgy érezte, hogy ő lett a főnök. Megkérdezés nélkül ragasztott színes cetliket az Árnyak Könyvébe, amiért Piper nagyon dühös lett rá. Phoebe egyre közelebb került a főnökéhez, ám a Cole-lal történt eset után nem akart kockáztatni. Eközben meggyilkolják három nimfa szatírját, és a lányok a városba menekülnek. Eközben Piper azt hiszi, hogy Paige főnökösködő és utálatos. Ám megtalálják a nimfákat, de az egyik meghal, és a démon elmenekül, de már csak fél kézzel. Az öccse, aki megtanulta a nimfák dalát, átveszi a helyét. A nimfák nem élhetnek házban, ezért mindig megpróbálnak elmenekülni. Úgy érzik, hogy Paige-re ráférne egy kis szórakozás, ezért őt is nimfává változtatják. Piper nagy nehezen, de bevallja, hogy Paige tényleg jó vezér. Megtalálják, de nem tudják megakadályozni, hogy a démon öccse igyon a halhatatlanság vizéből. Ám a lányok túlerőben vannak, mivel Paige visszaváltozott boszorkánnyá, és így legyőzik őket. A történet végén Piper és Paige kibékülnek, és Phoebe főnöke, mivel szereti Phoebe-t, nem jeleníti meg a Paige-ről szóló cikket.